# 필성뢰
필성뢰(弼聖賚, 1752년∼？)는 조선의 문신이다. 본관은 대흥(大興)이며, 자는 내수(乃受)이다.

## 생애
필성뢰는 함경도 함흥 출신이다. 첨지중추부사(僉知中樞府事) 필두만(弼斗萬)의 증손이며, 대대로 함흥에서 살았다.
필성뢰(弼聖賚)는 1792년(정조 16) 41세의 나이로 생원이 되고, 1798년(정조 22년) 을과(乙科) 6위로 식년 문과에 급제하였다.
1798년(정조 22년) 8월 4일 승문원이 문신(文臣)에 대한 분관(分館)을 시행하면서 관북(關北)의 문신 필성뢰(弼聖賚)를 교서관(校書館)에 소속시키자, 왕이 ‘성뢰는 지벌(地閥)이 낮은 사람이 아니다.’고 하여 필성뢰를 괴원(槐院 : 승문원)에 소속시키라고 명하였다.
필성뢰는 관직이 성균관사성(成均館司成)에까지 올랐다.

## 가족 관계
- 증조부 : 필두만(弼斗萬)
  - 조부 : 필흥방(弼興邦)
    - 부 : 필은상(弼殷相)

  - 외조부 : 이춘발(李春發)
    - 모 : 이춘발(李春發)의 딸